# آلو گوبی
آلو گوبی (هندی: आलू गोभी) یک غذای گیاهی از شبه قاره هند است که با سیب زمینی، گل کلم، و ادویه هندی تهیه می‌شود. رنگ این غذا به خاطر استفاده از زردچوبه زردرنگ است. در این غذا از سیر، پیاز، زنجبیل، گوجه‌فرنگی، نخود، گشنیز و زیره نیز استفاده می‌شود.
آلو گوبی یک غذای سنتی در شمال هند است که در سراسر کشور بسیار محبوب است و در کشورهای نپال، بنگال و پاکستان نیز به خوبی شناخته شده است.